# Dirk Becker
Dirk Becker (* 4. Mai 1966 in Bielefeld-Gadderbaum) ist ein deutscher Politiker (SPD), ehemaliges Mitglied des Deutschen Bundestages und seit 2015 Bürgermeister der lippischen Stadt Oerlinghausen.

## Leben
Nach der Mittleren Reife 1983 machte Becker eine Ausbildung im Mittleren Dienst bei der Stadt Bielefeld und war dort anschließend von 1985 bis 1992 im Bereich Wohnungswesen des Bezirksamtes Heepen tätig. Von 1992 bis 1995 absolvierte Becker ein Studium an der Fachhochschule für öffentliche Verwaltung in Bielefeld, welches er als Diplom-Verwaltungswirt (FH) beendete. Anschließend trat er in die Verwaltung der Stadtbibliothek Bielefeld ein und wurde 1999 Verwaltungsleiter der Volkshochschule Bielefeld.

## Partei
Becker ist seit 1988 Mitglied der SPD und war von 2008 bis 2014 Vorsitzender des SPD-Kreisverbandes Lippe.

## Abgeordneter
Von 2005 bis 2015 war Becker Mitglied des Deutschen Bundestages. Dirk Becker zog 2005 mit 48,0 % der Erststimmen als direkt gewählter Abgeordneter des Wahlkreises Lippe I in den Bundestag ein.

## Öffentliche Ämter
Becker gehörte von 1994 bis 2005 dem Rat der Stadt Oerlinghausen an und war hier von 2002 bis 2005 Vorsitzender der SPD-Fraktion. Von 1999 bis 2004 war Becker stellvertretender Bürgermeister der Stadt Oerlinghausen. 2004 war Becker erstmals Spitzenkandidat der SPD für das Amt des Bürgermeisters von Oerlinghausen, konnte sich jedoch nicht gegen die parteilose Amtsinhaberin Ursula Herbort durchsetzen.
Bei der Kommunalwahl am 13. September 2015 erzielte Dirk Becker 70,1 % der Stimmen, sodass er damit zum hauptamtlichen Bürgermeister der Stadt Oerlinghausen wurde. Der mit einem Direktmandat in den Bundestag eingezogene Dirk Becker legte am 21. Oktober 2015 sein Bundestagsmandat nieder. Seine Nachfolgerin im Bundestag wurde Petra Rode-Bosse (SPD).